# StopPujadesTransport
StopPujadesTransport és una plataforma ciutadana creada a Barcelona a finals de l'any 2013. La plataforma va començar tenint dos objectius principals: el primer, anul·lar la pujada de preu del transport públic a Catalunya de l'any 2014. El segon objectiu, un cop anul·lada la pujada de tarifes, fer una taula social per decidir quin ha de ser el preu del transport públic. També reivindica una gestió pública i transparent del transport públic, i ha investigat i criticat el procés d'implantació de la T-mobilitat.

## Cronologia d'accions

### 2014
Durant l'any 2014, les accions més comunes de la plataforma van ser les concentracions a les estacions (Metro, Ferrocarrils de la Generalitat de Catalunya, Renfe) i els talls momentanis de circulació dels mitjans de transport esmentats. Si inicialment, l'última setmana de 2013, va haver-hi 3 concentracions a estacions de metro, a principis de febrer de 2014, més de 40 estacions (a diversos punts de l'Àrea metropolitana de Barcelona) feien les concentracions setmanals. També es va fer una concentració especial durant el Mobile World Congress (febrer 2014). El 13 de març, després de 12 setmanes consecutives de concentracions i protestes i més de 100 organitzacions donant suport a la causa de la plataforma, el parlament de Catalunya va aprovar per unanimitat una moció que demanava a la ATM abaixar les tarifes de transport. Poc després, es va convocar una concentració que va omplir la plaça Sant Jaume. Finalment, després de 18 setmanes consecutives de protestes, i davant el que es va considerar com "immobilisme per part de la ATM", la plataforma decidí buscar noves estratègies de lluita, entre les quals destaca la creació de la Mesa Popular del Transport Públic, la publicació d'un fals comunicat (fent-se passar per l'ATM) que anunciava una reducció de tarifes, l'estudi de denunciar l'ATM per malversació i la reducció de la periodicitat de les accions.

### 2015
Després d'esgotar les possibilitats de la Taula Social instituïda per l'ATM, a l'abril es convoca, juntament amb altres col·lectius, el Congrés de Defensa del Transport Públic. Hi assisteixen uns 30 col·lectius, que elaboren unes conclusions generals i una sèrie d'informes analitzant l'estat del transport públic a Catalunya, alhora que es fan propostes a l'administració i a la societat.
Durant el 2015, StopPujadesTransport va reclamar que es publiqués el contracte d'adjudicació del projecte T-Mobilitat al grup SocMobilitat, al qual només havien tingut accés parcialment. Després de publicar-se, va demanar també l'accés als annexos del contracte que no s'havien publicat.
A finals de 2015, va començar a preparar la campanya contra una possible apujada de preus.